# José de Villamil
José de Villamil (o José María de Villamil, o José Villamil, o José Villamil Jolly) (Nueva Orleans, Luisiana, 10 de junio de 1788 -  Guayaquil, Ecuador, 12 de mayo de 1866) fue un prócer de la independencia de Guayaquil.
Nació en la ciudad de Nueva Orleans, en el virreinato de Nueva España en la Luisiana. Fue hijo de Pedro González de la Galea y Villamil (natural de Castropol, Obispado de Oviedo, España) y de Catherine Jolly Lebrún, luisianesa de origen francés. Hermano menor de Pedro y Martín de Villamil.
Prócer de la Independencia de Ecuador en Guayaquil (1820).
En cierta manera es el creador de la Armada del Ecuador ya que por su iniciativa se adquirió el primer buque bautizado como "Alcance", rebautizado luego como "Patria", en el cual se forjaron los primeros oficiales y tripulantes (1821). Conquistador y primer gobernador del Archipiélago Galápagos en 1833.

## Historia
En 1803, la Luisiana fue vendida a los EE. UU. En 1804, sentó plaza de cadete de la "Compañía de rifleros voluntarios de Luisiana". Luego ascendió a sargento primero. En 1810 viajó a España recomendado por sus hermanos mayores Felipe Martín y Pedro Villamil, fue recibido paternalmente por el general Ignacio María de Álava, gobernador de Cádiz, que lo invitó a numerosas "soire". La mujer del gobernador quiso aprender algunos pasos de danza y especialmente uno llamado "L'Oiseleur" y Villamil se lo enseñó influyendo ante ella para obtener la libertad de varios oficiales franceses que hizo pasar por luisianeses sin serlo. La gentil señora de Alava lo apodó "Chacta", nombre simbólico que Villamil conservó el resto de su vida. También frecuentaba en Cádiz a americanos distinguidos e ingresó a la logia masónica "Lautaro" en compañía del mexicano Lorenzo de Velasco. El bonaerense Manuel de Sarratea les preguntó: ¿Sois capaces de consagraros a la causa americana? -Nos abrazamos e hicimos el juramento, escribió años después.
Enseguida viajó a Venezuela donde vivían sus hermanos en buena posición social y económica. Allí escribió cartas revolucionarias interceptadas por el gobernador de la plaza de Maracaibo y solo merced a influencias se libró de morir fusilado.
En 1811 estuvo en Guayaquil dedicado al comercio y logró pingües ganancias. En 1813 viajó a los Estados Unidos y compró la goleta "Alcance" que trajo cargada de armas para venderlas al virrey Joaquín de la Pezuela. En ella vino con su madre viuda. Ese año contrajo matrimonio con Ana Garaycoa Llaguno.
En 1815, en viaje de negocios a Puerto Príncipe (Haití) conoció al libertador Simón Bolívar, quien lo invitó a colaborar con las acciones revolucionarias contra la corona de España. El 8 de febrero de 1816 viajaba con su esposa y dos hijas al Callao, cuando a la altura de Isla Verde divisaron una escuadra corsaria fondeada en Puná. Villamil volteó para avisar el peligro, siendo perseguido por un bergantín y una goleta y al pasar por el fortín de Punta de Piedra pidió que hicieran fuego y los detuvieran. A la una de la madrugada del día 9 llegó al puerto y dio la voz de alarma. Ocho horas después se presentó la flota y Villamil recibió la orden de situarse con una compañía en "una pampita" frente a la orilla y desde allí contestó el fuego con grave peligro para su vida. La batalla favoreció a los guayaquileños que abordaron la nave insignia del enemigo Santísima Trinidad e hicieron prisionero al almirante Guillermo Brown, enviado por la Junta Revolucionaria de las Provincias Unidas del Río de la Plata a obtener la independencia de Guayaquil y no a saquearla como se creía al principio. Villamil hizo de traductor y se enteró del proyecto.
En 1818 vivió en Lima y trabajó por la independencia. Pero el virrey José de La Serna le hizo reconvenir en sus intenciones libertarias por boca del mariscal José de la Mar, inspector general del virreinato.
El 1.º de octubre de 1820, organizó un baile en su casa para reunir a los oficiales de los batallones realistas acantonados en Guayaquil, con el objeto de iniciar una conspiración. En los siguientes días visitó a varios personajes ofreciéndoles la dirección del movimiento. El sábado 7 los conspiradores decidieron adelantar la revolución para la madrugada del lunes 9, porque las autoridades estaban entrando en sospechas de que algo se tramaba. El 9 de octubre Guayaquil amaneció libre del dominio español y Villamil fue aclamado en las calles por ser uno de los principales líderes de la revolución junto a los oficiales venezolanos Luis Urdaneta y León de Febres Cordero. Su esposa confeccionó la bandera celeste y blanca que arrojó desde el balcón de su casa al pueblo, en las primeras horas de la mañana.
El 14 fue comisionado para informar a Lord Cochrane, que estaba con su flota en algún lugar del Pacífico. Villamil lo encontró el 31 fondeado en la bahía de Ancón y el día siguiente fue presentado al libertador San Martín que le regaló un caballo y lo ascendió a teniente coronel, condecorándolo con la Orden El Sol del Perú en el grado de caballero. A su regreso Villamil trajo 150 carabinas; así como a la comisión de emisarios de San Martín, el general Toribio de Luzuriaga, Jefe del Estado Mayor de la Expedición Libertadora y a Tomás Guido, Secretario de Guerra y Marina, para colaborar con la Junta de Gobierno Guayaquileña en la defensa de su independencia. Para lo cual se firma el Pacto de Protección y Mutuo Auxilio con el cual la Provincia de Guayaquil se pone bajo la protección del General en Jefe del Ejército Libertador del Perú y con ello total sumisión militar, manteniendo su derecho a definir luego de las guerras a integrarse al Estado que más le convenga. Villamil, recibió la medalla de "Los Libertadores de Guayaquil” y el título de teniente coronel en noviembre, tras la instalación del Colegio Electoral.
Bajo el mando del general Toribio de Luzuriaga, Villamil ayudó a fortalecer las defensa externas de la ciudad y comandó un batallón creado para contener a los realistas en Babahoyo, tras las graves derrotas guayaquiles en la Primera Batalla de Huachi el 22 de noviembre de 1820 y a principio de enero de 1821 en la Batalla de Tanizagua, cerca de Guaranda. El 21 de julio de 1821, asistió a la defensa de Guayaquil cuando la sublevación de las lanchas cañoneras y dos buques de guerra. Posteriormente viajó a Panamá y embarcó a la división "Córdoba" que combatirá en la batalla de Pichincha. Por estos viajes el Estado le reconoció una acreencia, que no le será cancelada y años después la cedió a un tercero, con el 10% de su valor, para que intentara su cobro.
En 1822 formó parte del grupo de "Colombianos" que encabezaban sus cuñadas las Garaycoa y estrechó amistad con el libertador Simón Bolívar, a quien visitaba continuamente para leerle diversas obras en francés. Después de la batalla de Pichincha fue ascendido a coronel. En 1824 pidió autorización al cabildo para proveer de agua a la ciudad, pero el proyecto fue un fracaso. En 1828 defendió Guayaquil del bloqueo peruano y cuando la plaza fue entregada en depósito cayó prisionero con sus cuñados José y Francisco de Garaycoa. Entre 1829 y 30 ocupó la presidencia de la municipalidad.
En octubre de 1831, envió una comisión exploradora al archipiélago de las Galápagos a fin de averiguar sobre la existencia de orchilla -planta utilizada en tinturar los tejidos y que se exportaba a México- el 14 de noviembre constituyó la "Sociedad Colonizadora del Archipiélago de las Galápagos" y denunció como terrenos baldíos a la isla Charles, después denominada Floreana. En diciembre plegó a la revolución del general Luis Urdaneta y fue elegido comandante de armas de Guayaquil.
En enero de 1832, formó un "cuerpo de milicias" para repeler el ataque de los soldados del batallón Flores que se había sublevado. El 20 salió una expedición a las Galápagos al mando del coronel Ignacio Hernández. En 1833 desempeñó por escasos meses el Consulado General de los Estados Unidos en Guayaquil y viajó a las Galápagos en calidad de gobernador del archipiélago; allí ejerció el cargo "con tino, sagacidad y gran espíritu práctico".
La nave HMS Beagle trajo a Galápagos la expedición científica británica bajo el mando del capitán Robert FitzRoy el 15 de septiembre de 1835. Junto al joven naturalista Charles Darwin, realizaron un estudio de la geología y biología en cuatro de las islas antes de continuar su expedición alrededor del mundo. La nave se mantuvo navegando durante cinco semanas dentro del archipiélago, pero Darwin estuvo en tierra solo dos semanas. Investigó a los animales y plantas propios de la región que permitieron a Darwin formular la teoría de el origen de las especies. Villamil renunció a la gobernación de las Galápagos en 1837 porque el número de colonos había disminuido. En su lugar dejó al general Pedro Mena, quien cuidará de sus bienes. En 1841 fue llamado al servicio militar e intervino en la campaña de Pasto con el general Juan José Flores. Regresó a las Galápagos y con dinero prestado a su hija Ana de Alarcón trasladó el ganado de su propiedad para evitar roces con los colonos de "Floreana".
A principios de agosto de 1842 estaba en las Galápagos cuando se enteró de la epidemia de fiebre amarilla en Panamá. Entonces se hizo a toda vela con el objeto de comunicar la noticia para que se declarara en cuarentena a todos los barcos del norte, provenientes de las costas de México, Centroamérica y Panamá, pero cuando llegó al puerto era muy tarde, pues días antes, el 31 de agosto, había fondeado la goleta inglesa "Reina Victoria", procedente de Veraguas, con varios enfermos; y poco después arribó el "Bruja" también infectada.
Después de producirse la revolución del 6 de marzo de 1845 fue enviado a Manabí a obtener que el gobernador José María Urbina apoyara el movimiento. Regresó a Guayaquil con una "división de revolucionarios"
Su primer informe sobre las Galápagos decía: 

Temperatura deliciosa 60 a 65.º Fahrenheit. Agua abundante y buena. Tierra fértil, pues produce la de las dos zonas. Puede mantenerse una población de 12.000 habitantes. Actualmente hoy 48 parcelas cultivadas de terreno y 51 cabañas. Supónese que habrá una población de 400 personas. Hay un camino de 3.000 m de largo y 10 de ancho y se proyecta extenderlo a 400 m. Hay un manantial de agua que da 80 galones por hora y el agua puede ser conducida por cañería de bambú; pero en 1833 el Presidente Flores ordenó que los criminales fueran deportados a las Galápagos y desde entonces la colonia se transformó en un sitio peligroso.

Asistió a los combates de "La Elvira" perdiendo uno de sus barcos en un naufragio mientras transportaba a la tropa y habiendo reclamado su importe al Congreso Nacional solo obtuvo que lo ascendieran a General de la República y el desempeño de la administración de Aduanas de Manabí, donde tuvo una aventura romántica con Casimira Chávez que le proporciona otra hija. (2)
Durante ese tiempo se casó en Montecristi su hija Colombia con Nicolás Alarcón, con numerosa descendencia a la presente fecha. En 1849 viajó a California atraído por la fiebre del oro y naufragó, salvando a sus pasajeros en unos botes que condujo a puerto. Cuando el general Flores anunció su expedición a Guayaquil se reincorporó a las armas. En 1851 fue Ministro General durante la administración de Urbina; entonces, como buen masón, influyó en su yerno Francisco Pablo Icaza Paredes para que solicitara en el Congreso Nacional la manumisión de esclavos. Llevado el asunto a la Cámara de Diputados, se opuso el Dr. Francisco Xavier de Aguirre Abad diciendo que había que respetar el derecho de los propietarios que se perjudicarían con tal medida y pidió que le permitieran redactar un proyecto de creación de fondos para comprar la libertad -manumisión- de los esclavos. Lo que cumplió religiosamente, obteniéndose un impuesto sobre las testamentarias, del que se sacó el dinero para las Juntas de Manumisión creadas en la República. Fue Villamil el gestor de la terminación de la esclavitud en el Ecuador y Urbina el firmante del decreto.
En 1853 fue "Encargado de Negocios del Ecuador ante el gobierno de los Estados Unidos". Regresó en 1854 y visitó las Galápagos con el cónsul Matheo P. Game, en busca de depósitos de guano en cantidades comerciales pero no los encontraron.
El 12 de octubre insistió en su denuncia al gobierno y poco después obtuvo una concesión guanera; sin embargo, se la revocaron al año siguiente. En 1856 fue diputado al Congreso Nacional. En 1857 comandante general del distrito del Guayas. En 1858 Jefe de Estado Mayor General y murió su hijo Bolívar, muy joven. En 1859 participó en la defensa de Guayaquil durante el ataque de las fuerzas combinadas de García Moreno y Flores y después del combate se exilió en el Perú.
Regresó en 1862 aquejado de asma bronquial. Vivía asfixiándose y estaba cardíaco. En 1866 conoció de la agresión de la armada española a Chile y Perú y ofreció sus servicios a esta última nación, pero por su mala salud no pudo viajar al Callao como tenía previsto. El 11 de mayo llegó a Guayaquil la noticia del triunfo peruano. Se hallaba en su último día. Por la animación que observó en las personas que estaban cerca de él comprendió que algo muy notable ocurría. Se hizo referir todos los pormenores del acontecimiento: se incorporó, hizo sus observaciones y sus pronósticos y al día siguiente dejó de existir de 77 años y 11 meses de edad, no sin antes entregar la única moneda que le quedaba a su nietecita Ana Luz de Ycaza Villamil.
En 1863 había hecho publicar en Lima su famosa "Reseña de los acontecimientos políticos y militares de la Provincia de Guayaquil desde 1813 hasta 1824 inclusive" que ha visto varias ediciones.

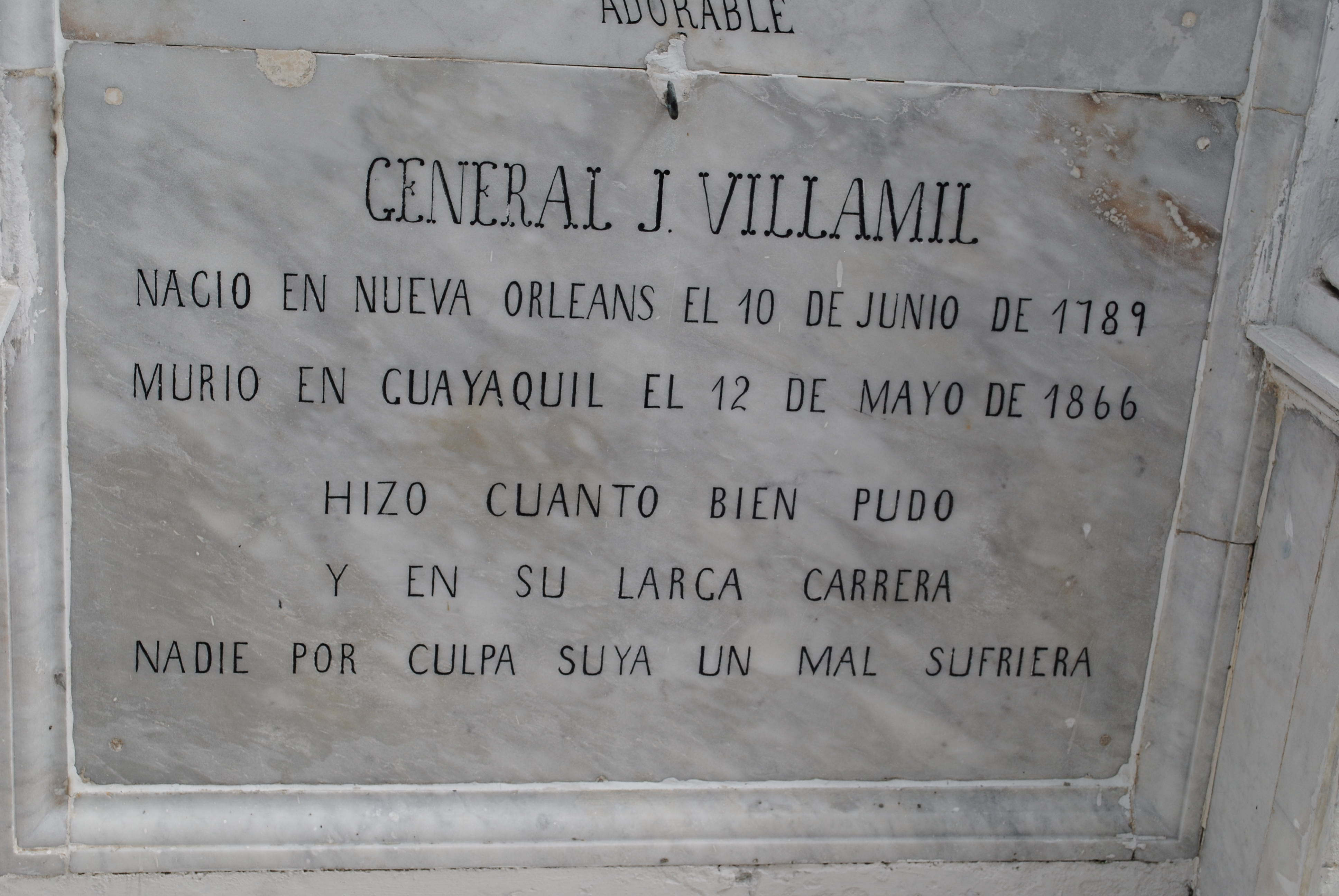
Tumba en el cementerio general de Guayaquil

"Murió después de cincuenta años de servicio sin una pensión para sus viejos días". Sus hijas reclamaron al gobierno la tercera parte de la isla Floreana pero no les fue concedida. Sus nietos autorizaron a particulares la recolección del ganado salvaje de las islas, que descendía del llevado por Villamil en 1832.
Eugène Souville en 1850 en "Mis recuerdos Marítimos" le describió así: 

"Estatura media, ancho de espaldas, rostro encendido y bajo espesas cejas, ojos vivaces, palabra ardiente, apasionada y enfática. Es un hombre que parece hecho para la acción y las aventuras, además, éstas no le han faltado. En sus primeros años se había enamorado antes de dejar la Luisiana de una bella y rica Jovencita criolla. Villamil, pobre diablo sin dinero, a pesar de sus hermosos ojos y sus cabellos rubios, fue despedido por los padres de la chiquilla, que se casó con otro pretendiente. Su desesperación fue grande, entonces se expatrió, vino a éste país y se casó por su lado. La hermosa de la Luisiana poco después enviudó y recordando a su primer admirador, escribió a Villamil ¿Qué hacer? estaba casado. Algunos años pasaron y él enviudó a su vez. Sin perder un instante Villamil voló a la Luisiana ..¡Oh fatalidad! La bella, para matar su pena, había tomado a un segundo esposo. El golpe fue rudo, nuestro héroe estuvo a punto de buscar consuelo en otro matrimonio. Felizmente, no lo hizo; por un cambio de fortuna, que quiso coronar su constancia, el segundo esposo de ella fue a juntarse con el primero. Después de cuatro días, nuestro enamorado de sesenta años, va a partir a la Luisiana en donde terminará la novela"  y concluye "He conversado con Villamil en español durante más de una hora y nunca he oído hablar esta hermosa lengua con tanta elocuencia."

Luego de la revolución del 6 de marzo de 1845 fue nombrado jefe de aduanas de Manabí; conoció a la dama de 18 años Floresmilla Chávez, con quien tuvo una hija, Dolores Villamil Chávez, quien se casó con el hacendado Domingo Medranda Cedeño, con descendencia que incluye personajes actuales en Manabí y Guayas, especialmente en Guayaquil, como su bisnieto Humberto Alarcón Medranda, su hijo Gastón Alarcón Elizalde, exministro de la Corte Suprema de Justicia, su nieto Gastón Humberto Alarcón Obando, historiador y criminólogo.